# Linea

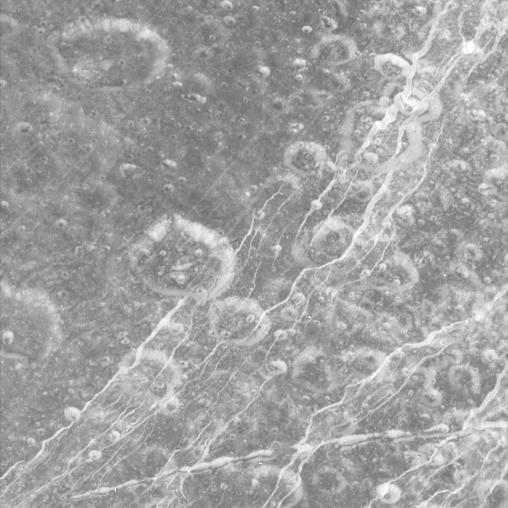
La regió de Carthage Linea a Dione. Les línies blanques (lineae) són, en realitat, cingles de gel.

En astrogeologia, linea (plural lineae, abr. LI) és una paraula llatina que significa «línea» que la Unió Astronòmica Internacional (UAI) utilitza per indicar formacions geològiques de forma allargada més fosques o més clares que la resta de la superfície on es troben. Poden ser rectilínees o corbes. Estructures d'aquest tipus són presents, segons la nomenclatura oficial de la Unió Astronòmica Internacional, sobre el planeta Venus, sobre el satèl·lit jovià Europa i sobre el satèl·lit saturnià Dione.

## Convencions de nomenclatura
- A Venus, noms de deesses de la guerra en diferents mitologies.
- A Europa, molts porten noms de personatges i de llocs que apareixen en el mite grec de Cadme i Europa; altres porten noms d'alineaments megalítics importants construïts durant el Neolític a Gran Bretanya i a França.
- A Dione, noms de llocs importants en la història de Roma. Per exemple, Carthage Linea, en honor de la ciutat de Cartago que es va enfrontar a Roma durant les guerres púniques.